# Ludwik de Laveaux
Cet article concerne le peintre polonais. Pour le général de brigade polonais, voir Ludwik de Laveaux (officier polonais).
Pour les articles homonymes, voir Laveaux.
Stanisław Ludwik de Laveaux, né à Jaronowice le 21 novembre 1868 et mort à Paris le 5 avril 1894, est un peintre polonais.

## Biographie
Stanisław Ludwik de Laveaux est le fils de Lucien de Laveaux et Stéphanie Vokowska.
Il est issu d’une famille d’origine lorraine installée en Pologne au XVIIIe siècle, La famille de Lavaulx est toujours représentée en Autriche, en France et en Australie, Elle est originaire du duché de Bar, puis du duché de Lorraine et est répertoriée comme famille subsistante de la noblesse française, d'extraction chevaleresque, Elle a compté des officiers et des propriétaires terriens en Pologne.
Ludwik de Laveaux a étudié à l’école des Beaux-Arts de Cracovie puis à l’école des Beaux-Arts de Munich de 1887 à 1889.
Connu pour ses nombreuses liaisons en Pologne où il commence sa carrière, il s’installe, en 1889, en France où il peint à Paris et en Normandie. Il s’est également rendu à Londres et Oxford en 1890 et 1893, peignant portraits et des paysages pour ses hôtes. Sous l’influence de l’impressionnisme, il peint, fasciné par la lumière nocturne, plusieurs paysages de la nuit parisienne, comme l’Opéra de Paris.
Il est mort à l'Hôpital Lariboisière de la tuberculose à l'âge de 25 ans, le 5 avril 1894, dans le 10e arrondissement de Paris. Il est enterré au Cimetière parisien de Pantin (plot 2, range 11, nr. 2).

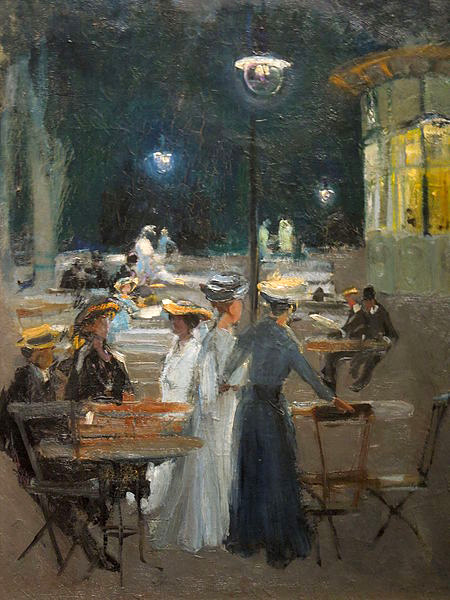
Café à Paris vers 1890 par Ludwik de Laveaux
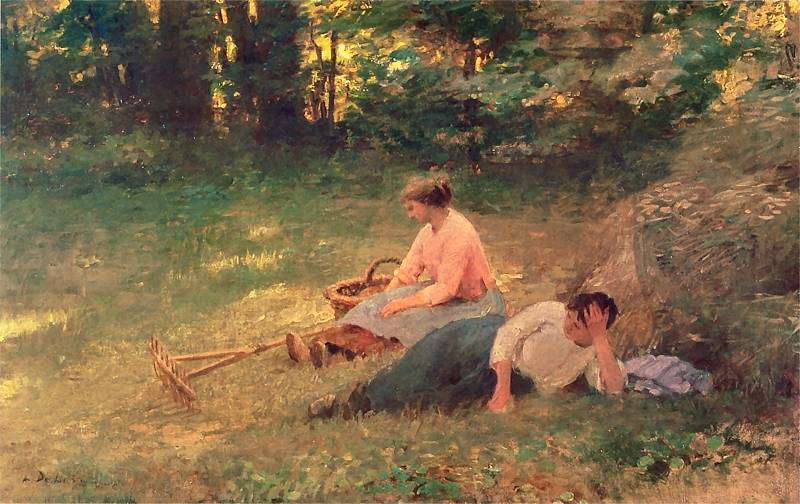
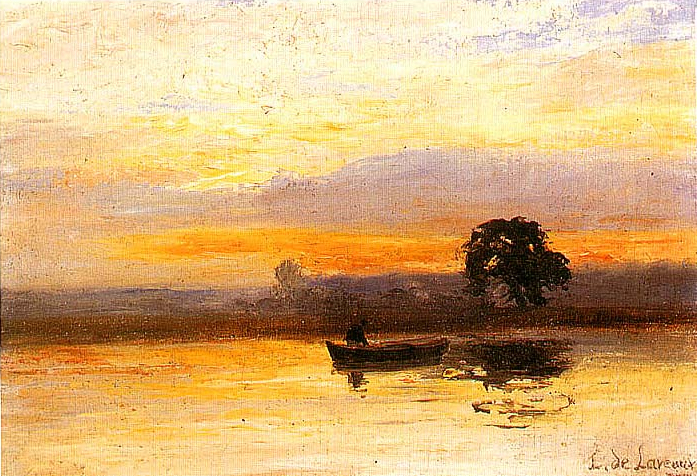
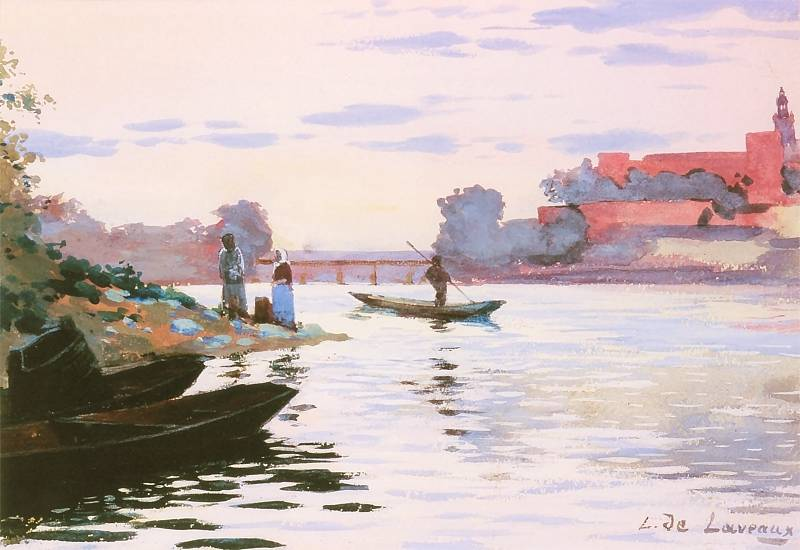
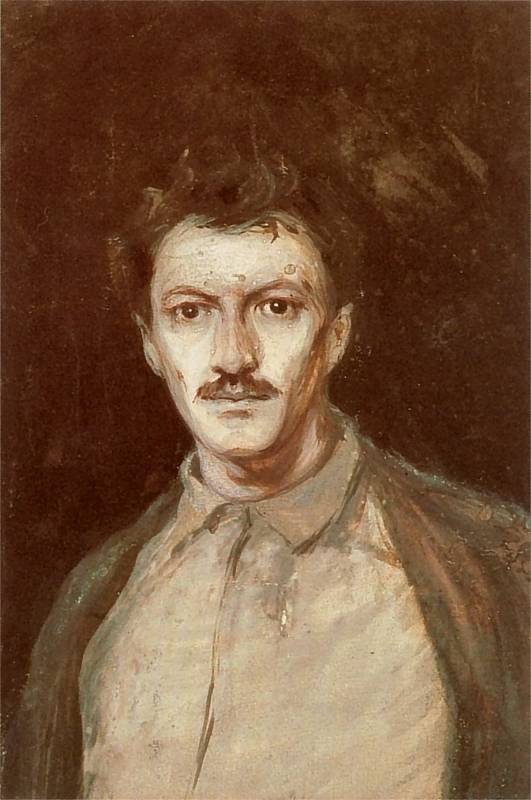
Autoportrait de Ludwik de Laveaux

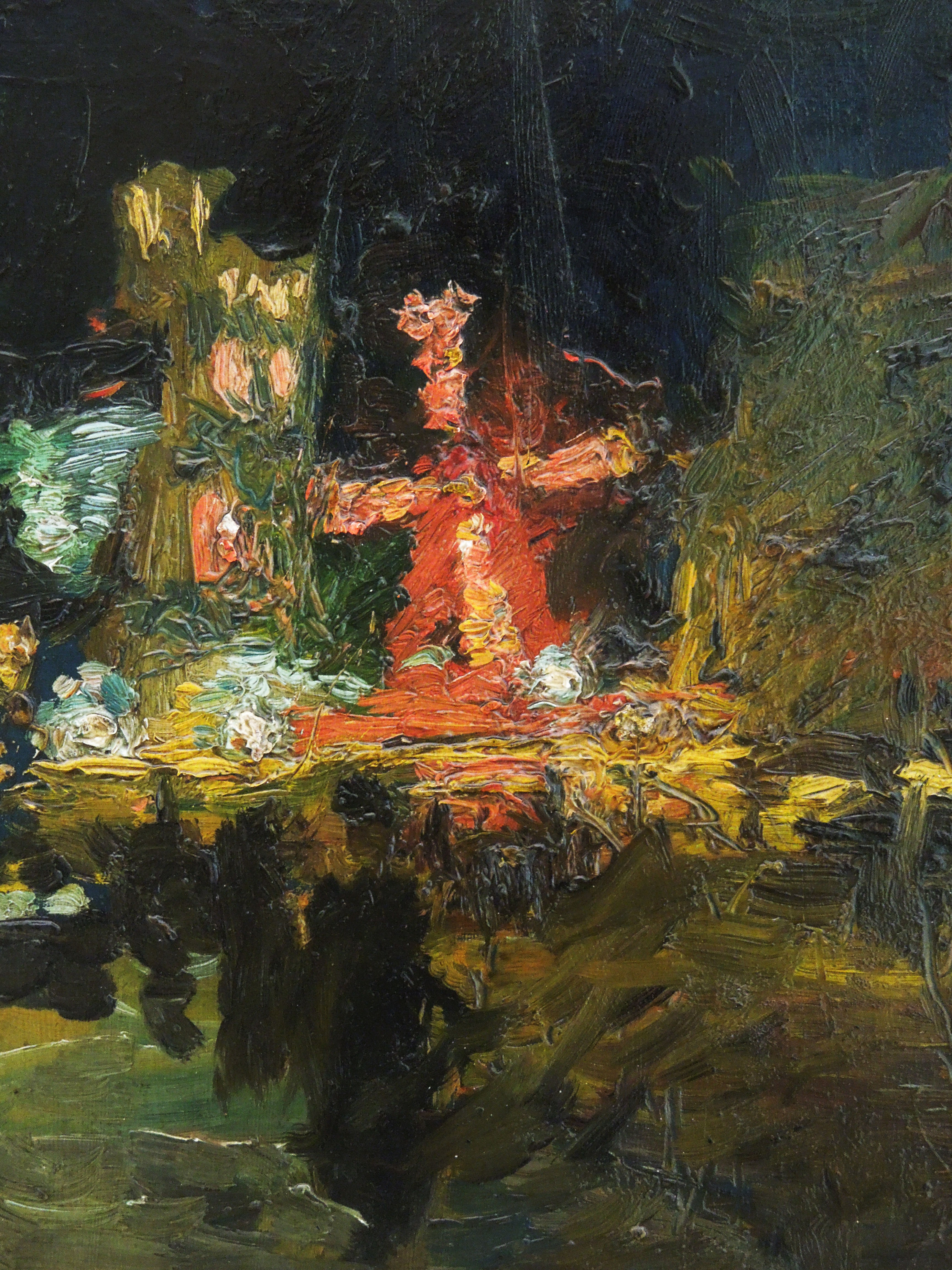
Moulin Rouge vers 1892, de Luwik de Laveaux

## Catalogue
- (pl) Aleksandra Melbechowska-Luty, Widmo : zycie i twórczosc Ludwika de Laveaux, 1868-1894, Wroclaw, Zaklad Narodowy im. Ossolinskich, 1988. Comprend un sommaire en français et des références bibliographiques.